# Сахалинский залив
Сахали́нский зали́в — залив Охотского моря между побережьем Азии к северу от устья Амура и северной оконечностью острова Сахалин. Открыт в 1639 году экспедицией Ивана Москвитина.
В северной части широкий, к югу сужается и переходит в Амурский лиман. Ширина до 160 км. Проливом Невельского соединён с Татарским проливом. Залив мелководен, в месте соединения с Татарским проливом глубина не превышает 40 м. Донные осадки представлены песчанистыми отложениями и пелитовыми илами.
Среднее содержание ароматических углеводородов АУВ в шельфе залива в среднем составляет 16 мкг/л, в то время как содержание полициклических ароматических углеводородов ПАУ — 62 нг/л. При этом концентрация взвешенных АУВ возрастает с глубиной.
Ледовый покров формируется в ноябре, начинаясь с образования припая, и разрушается в июне, хотя в некоторые годы сохраняется до июля-августа.
Величина суточных приливов составляет 2,3−2,5 м.
В акватории залива ведётся промышленное рыболовство (лососёвые, треска), в восточной его части расположен порт Москальво.